# Towada Art Center
Das Towada Art Center (engl.; japanisch 十和田市現代美術館, Towada-shi Gendai Bijutsukan, etwa „Museum für zeitgenössische Kunst der Stadt Towada“) ist ein 2008 eröffnetes Kunstmuseum in Towada im nordjapanischen Aomori. Das Zentrum wurde im Rahmen des Arts Towada Projects (engl. für den Arts Towada kakaku, Arts Towada計画, einen Machizukuri-Plan für das Verwaltungszentrum der Stadt) gegründet, das ins Leben gerufen wurde, um die Stadt, die stark von Bevölkerungsrückgang und Arbeitslosigkeit betroffen ist, durch Kunst wiederzubeleben.
Das Towada Art Center beherbergt eine permanente Sammlung von 38 Auftragsarbeiten, die alle exklusiv für das Towada Art Center von 33 internationalen Künstlern geschaffen wurden: Ana Laura Aláez, Changkyum Kim, Choi Jeong Hwa, Do Ho Suh, Federico Herrero, Erika Hidaka, inges idee, Tetsuo Kondo, Takashi Kuribayashi, Yayoi Kusama, Michael Lin, Jianhua Liu, Maider López, Shin Morikita, MOUNT FUJI ARCHITECTS STUDIO, Ron Mueck, Yoshitomo Nara, Mariele Neudecker, Yoko Ono, Hans Op de Beeck, Jaume Plensa, Layla Juma A. Rashid, R&Sie(n), Børre Sæthre, Tomas Saraceno, Jennifer Steinkamp, Erwin Wurm, Shuji Yamamoto und Mitsuhiro Yamagiwa.
Das von Ryue Nishizawa entwickelte architektonische Konzept zielt darauf ab, das gesamte Stadtviertel durch die Kombination von Ausstellungshaus und künstlerischen Großinstallationen im öffentlichen Raum in ein Kunstmuseum zu verwandeln. Die Streuung der transparenten, pavillonartigen Gebäudeteile ermöglicht die Verflechtung der Ausstellungsräume im Innenbereich und des Kunstraums im Freien.